# Democrazia è Libertà - La Margherita
Democrazia è Libertà - La Margherita (abbreviato in DL), generalmente nota come La Margherita, è stato un partito politico italiano centrista guidato, per tutta la fase di attività, da Francesco Rutelli.
Il partito nacque come lista elettorale nel 2001 e ufficialmente come partito nazionale nel 2002 dall'incontro in un unico soggetto centrista di forze politiche e culture legate al cristianesimo democratico, al liberalismo sociale, alla socialdemocrazia e al cristianesimo sociale, con all'interno un'area di riferimento per l'associazionismo ambientalista e una convinta ispirazione europeista. La Margherita è stata uno dei fondatori del nuovo Ulivo, la federazione che fu alla base della coalizione denominata L'Unione, che ha raggruppato i partiti del centro-sinistra italiano dal 2004 al 2008. Nell'ambito di tale progetto, il partito strinse una collaborazione con i Democratici di Sinistra dando origine, nel 2007, al Partito Democratico. Dal 2007 il partito ha concluso la sua attività politica, dal momento che i suoi esponenti avevano aderito al PD, per essere poi sciolto ufficialmente nel 2012.
A livello internazionale era membro dell'Alleanza dei Democratici Americani ed Europei e a livello europeo del Partito Democratico Europeo, di cui è stata cofondatrice.

## Storia

### Origini civiche (1998-2000)
Il 3 ottobre 1998 Lorenzo Dellai, segretario provinciale del Partito Popolare Italiano (PPI) di Trento, decide di partecipare alle elezioni regionali del Trentino-Alto Adige del 1998 fondando la lista Civica - per il governo del Trentino o Lista Civica della Margherita. La lista venne anticipata dal Centro Popolare Riformatore in occasione delle elezioni regionali in Friuli-Venezia Giulia del 1998, qualche mese prima: una lista unitaria di PPI, Unione Democratica per la Repubblica, Rinnovamento Italiano, Partito Repubblicano Italiano e Slovenska Skupnost.
L'idea alla base della lista è quella di rilanciare L'Ulivo di Romano Prodi attraverso una lista civica provinciale che fosse un mix di sindaci, PPI, Comitati per l'Ulivo e liste civiche d'ispirazione cattolica vicine a Massimo Cacciari. L'incredibile successo della Margherita trentina, il 22% e maggioranza relativa con 8 consiglieri su 35, porta Dellai ad essere eletto presidente della Provincia autonoma di Trento. Vista la quasi contemporanea caduta del governo Prodi I, a non pochi centristi quella della Margherita pareva la via migliore per rilanciare L'Ulivo e il centro all'interno del centrosinistra..
Alle elezioni amministrative del 1998 di Trento la Margherita supera il 33% e porta lo schieramento di centrosinistra alla maggioranza assoluta.
Si pensa così di estendere il modello Margherita a tutta l'Italia in occasione delle elezioni regionali del 2000 coinvolgendo oltre al PPI anche Rinnovamento Italiano, l'UDEUR e I Democratici. Ma la cosa sfumerà, salvo in poche realtà come in Veneto, dove si presenterà una lista unitaria a sostegno di Massimo Cacciari formata da PPI, Democratici, RI e UDEUR denominata Insieme per il Veneto. In contemporanea alle regionali, in Trentino si svolgono le elezioni comunali che, in controtendenza nazionale, vedono vincere il centrosinistra grazie all'enorme successo della Margherita di Dellai. A questo punto si decide di riprendere più seriamente il progetto per una Margherita nazionale.
Il 1º giugno 2000 il PPI lancia un invito a realizzare una costituente di centro. In quell'occasione Enrico Letta spinge perché tale costituente prenda a modello la Margherita trentina. Il 27 luglio nasce Una scelta per l'Italia, patto federativo tra PPI, RI e UDEUR che vuole essere il primo passo verso un soggetto politico unico di centro. I Democratici sono però ostili.
Il 10 settembre Arturo Parisi a Lavarone, presso un convegno organizzato dal PPI veneto, annuncia l'adesione de I Democratici al progetto unitario di centro. L'11 ottobre nasce ufficialmente La Margherita.

### Progetto elettorale (2001-2002)

Il logo elettorale del 2001, contenente i loghi delle 4 formazioni federate

Si tratta però soltanto di un'esperienza elettorale in vista delle elezioni politiche del 2001, che vede confluire, nella quota proporzionale per l'elezione della Camera dei deputati, nelle liste della Margherita i quattro simboli del PPI guidato in questa fase da Pierluigi Castagnetti, di Rinnovamento Italiano di Lamberto Dini, dei Democratici di Arturo Parisi e dell'UDEUR di Clemente Mastella. Il progetto si pone come lista di riferimento dello stesso candidato Premier Rutelli. Questo progetto di Margherita nasce, dunque, il 14 ottobre 2000, quando le segreterie dei partiti danno il via libera alla costruzione di liste unitarie. L'episodio viene salutato con grande entusiasmo dagli ambienti del centrosinistra e la Margherita si candida a diventare il punto di riferimento per i riformisti moderati della coalizione. Il 28 gennaio 2001, Francesco Rutelli viene nominato presidente della Margherita.
Alle politiche del 2001, tuttavia, la coalizione dell'Ulivo esce sconfitta. Il nuovo Presidente del Consiglio è Silvio Berlusconi, leader della Casa delle Libertà, forte di un consistente consenso popolare, ma la Margherita ottiene un risultato elettorale soddisfacente, il 14,5% dei consensi: Rutelli decide di perseguire il progetto di semplificazione del quadro politico, lanciando l'idea di un vero e proprio partito unitario della Margherita, che superi la semplice esperienza elettorale, intesa finora come federazione di partiti. La decisione, che convince larga parte della Margherita, si concretizza soprattutto alla luce della condizione di opposizione, che spinge la Margherita, come gli altri soggetti principali della coalizione come i Democratici di Sinistra, a ricostruire un'alternativa di governo credibile per il centrosinistra.

### Nascita de La Margherita (2002)

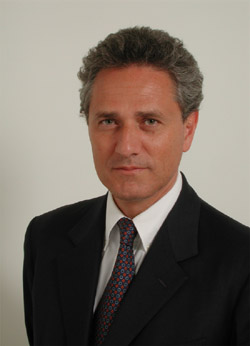
Francesco Rutelli nel 2001

Favorevoli a sciogliersi all'interno della Margherita sono il PPI, Rinnovamento Italiano e i Democratici. L'UDEUR, invece, preferisce proseguire la sua strada autonomamente collocandosi in una posizione più marcatamente di centro, sostenendo di non essere interessata al progetto unitario, che assumerà i caratteri complessivi di una formazione vera e propria di centrosinistra, con l'obiettivo di aprire un dialogo per allargare il proprio consenso e già con l'obiettivo di superarsi in vista della nascita di un unico grande partito del centrosinistra. Impresa che, del resto, Prodi aveva tentato nel 1999 con il suo partito dell'Asinello.
Così, il 10 e l'11 dicembre 2001, si avvia a Rocca di Papa il Comitato Costituente della Margherita che sfocia, dal 22 al 24 marzo 2002, nel vero e proprio Congresso Costituente del nuovo partito, che si svolge a Parma ed elegge Rutelli Presidente Federale del partito. Nella Margherita si incontrano le correnti cattolico/popolari di centro-sinistra accanto a nuove istanze della socialdemocrazia e della cosiddetta liberaldemocrazia, come viene espressamente scritto nella Carta dei Valori redatta in questa circostanza.
La Margherita, dall'opposizione del governo di centrodestra, lavora per ricomporre l'unità del centrosinistra, evidenziando i fallimenti della politica berlusconiana e della CdL. Contemporaneamente, il partito lavora per la discesa in campo di una nuova leadership dell'Ulivo, incarico che viene affidato a Romano Prodi, nel frattempo presidente della Commissione europea. Prodi aveva già battuto Berlusconi alle elezioni politiche del 1996 e viene individuato come un'adeguata alternativa da schierare per le future elezioni.

### Progetto unitario dell'Ulivo (2003-2004)

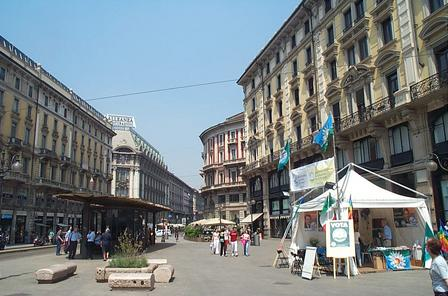
Stand elettorale della Margherita, a Milano, 2004

Prodi rompe gli indugi nell'estate del 2003, quando, in vista delle elezioni europee del 2004, propone a tutti i partiti della coalizione di presentarsi sotto un unico simbolo: quello dell'Ulivo. La Margherita è disponibile ad aderire all'appello ma, nella coalizione, non la pensano tutti così: dicono sì i Democratici di Sinistra, Socialisti Democratici Italiani e Movimento Repubblicani Europei sono favorevoli, mentre gli altri preferiscono presentarsi con la propria identità individuale.
Nasce così la lista elettorale Uniti nell'Ulivo, che si presenta con l'obiettivo di portare il riformismo in Europa. Svolte le elezioni, la lista conquista il 31% dei consensi e, tra gli eletti, gli eurodeputati della Margherita sono sette. In sede di Parlamento europeo, la Margherita, che si presenta per la prima volta come partito unitario a una elezione di estensione nazionale, deve fare i conti con le rispettive famiglie di provenienza delle sue componenti. Prima della nascita della Margherita, infatti, il PPI aderiva al Partito Popolare Europeo, la principale famiglia politica europea formata da democristiani, conservatori e liberali, mentre I Democratici e Rinnovamento facevano parte del Partito Europeo dei Liberali, Democratici e Riformatori, ossia il raggruppamento d'ispirazione liberale e, in larga parte, progressista. Dunque, con l'obiettivo di mantenere fede al progetto di creare una nuova famiglia europea, la Margherita decide di non aderire né all'una né all'altra formazione, ma di fondarne una nuova, già guardando con interesse al modello del Partito Democratico americano, giudicato come contenitore ideale per forze che si richiamano al centro e alla sinistra. Così, insieme con l'Unione per la Democrazia Francese, partito riformista di centro guidato da François Bayrou, i DL danno vita a un nuovo partito europeo, il Partito Democratico Europeo, che, con il Partito dell'Alleanza dei Liberali e dei Democratici per l'Europa, forma il gruppo politico dell'Alleanza dei Democratici e dei Liberali per l'Europa.
Di fatto, però, si ripropongono divisioni rispetto all'altro soggetto principale della coalizione italiana, i DS, che, insieme con gli SDI, aderiscono al Partito del Socialismo Europeo. Al di là delle difformità in sede europea, i partiti della lista unitaria, in Italia, avviano una politica di convergenza, anche se, in taluni circostanze, non è semplice ricondurre alle posizioni unitarie l'area più a sinistra dei DS.

### Federazione dell'Ulivoe vittoria delle Regionali (2004-2005)
Dopo l'esperienza delle Europee, ritenuta positiva, tra i partiti nasce la prospettiva di costituire una vera e propria Federazione dell'Ulivo, proposta che viene approvata e sostenuta dalla Margherita, alla quale vengono delegate competenze specifiche di alcuni settori, tra i quali la politica estera. All'interno di essa la Margherita conta 4 (compreso il segretario nazionale) dei 12 componenti della presidenza. Del progetto fanno parte gli stessi soggetti che avevano aderito a Uniti nell'Ulivo.
La Fed subisce un primo stop al voto sul rifinanziamento della missione militare in Iraq, materia delegata alla Fed trattandosi di politica estera, sulla quale alla posizione della Margherita, che preferisce un voto di astensione, si contrappone quella dei DS, prevalentemente schierati per il No.
Intanto la coalizione del centrosinistra si allarga definitivamente, incorporando anche quei partiti (Rifondazione Comunista e Italia dei Valori) che ne erano rimasti fuori, e acquisisce la nuova denominazione di L'Unione, dopo aver provvisoriamente adottato per circa quattro mesi il nome di Grande Alleanza Democratica.
Alle elezioni regionali del 2005 i partiti della Federazione dell'Ulivo, seppur dopo alcune incertezze provenienti dalla Margherita stessa, decidono di presentarsi sotto il simbolo de Uniti nell'Ulivo in 9 regioni, mentre concorrono autonomamente nelle altre 5. L'Unione si aggiudica una netta vittoria in 12 regioni su 14; solo Lombardia e Veneto riconfermano le proprie giunte regionali di centrodestra, mentre il centrosinistra riconquista, tra gli altri, Piemonte, Lazio e Puglia, quest'ultima considerata una roccaforte della destra. L'Ulivo raccoglie il 34,2% (sulla base delle 9 regioni nelle quali viene presentata la lista unitaria), mentre la Margherita è al 13% (sulla base delle altre 5) ed esprime 3 presidenti di Regione: Gian Mario Spacca nelle Marche, Vito De Filippo in Basilicata e Agazio Loiero in Calabria.

### Un primonoalla lista dell'Ulivo
A maggio 2005, sulla Federazione dell'Ulivo cala il gelo: le resistenze sulla costituzione di una formazione unitaria a livello europeo, il buon risultato ottenuto dalla Margherita alle elezioni regionali e la convinzione di poter sottrarre più voti al centro-destra, spingono il partito a rifiutare la proposta di Romano Prodi di presentarsi con la lista unitaria anche alle Politiche del 2006. Questa scelta provoca un acceso dibattito all'interno del partito: all'assemblea nazionale, tenuta all'indomani delle elezioni regionali, Rutelli propone di correre autonomamente col simbolo della Margherita e la sua mozione conquista l'80% dei voti dei delegati.
In questo quadro la Margherita si spacca in due componenti principali: i sostenitori di questa prima posizione (i centristi) e chi, invece, è favorevole a un rafforzamento dell'Ulivo (i cosiddetti ulivisti guidati da Arturo Parisi). Questi ultimi minacciano in un primo momento di uscire dal partito, ma poi decidono di perseguire l'impegno per la nascita di un partito unitario di centrosinistra dall'interno della Margherita. Proprio per stemperare la tensione tra centristi e ulivisti nasce, all'interno delle posizioni centriste, un terzo gruppo detto dei pontieri.
Intanto, però, il progetto della Fed si sfalda, anche in seguito ai referendum sulla procreazione medicalmente assistita che si svolgono a giugno 2005: i DS e gli SDI sono per il sì all'abrogazione della legge varata dal Governo Berlusconi; nella Margherita, pur lasciando libertà di coscienza ai propri elettori, prevale la posizione dell'astensione (annunciata, a livello personale, dallo stesso Rutelli) anche a seguito dell'appello lanciato ai cattolici in tal senso dalla Conferenza Episcopale Italiana. Alla fine il referendum fallisce: il quorum non viene raggiunto, va al voto solo il 25,6% degli elettori.
La posizione della Margherita inasprisce i rapporti con gli SDI, che dà una sterzata nel verso della laicità. Il  segretario Enrico Boselli accusa la Margherita di clericalismo e abbandona la Federazione dell'Ulivo per dedicarsi a un altro progetto, socialista e radicale, che poi si concretizzerà nella Rosa nel Pugno.

### Primarie e lista unitaria
La decisione di non presentare la lista unitaria alle elezioni politiche spinge Romano Prodi a rilanciare la proposta di organizzare elezioni primarie per scegliere "ufficialmente" il candidato premier dell'Unione e dare, così, allo stesso una maggiore autonomia rispetto ai partiti. Le primarie si svolgono il 16 ottobre 2005 con sette candidati: la Margherita, come gli altri partiti già coinvolti nella Federazione dell'Ulivo, sostiene la candidatura di Prodi che si impone con il 74,1% dei voti, ricevendo l'investitura di candidato premier della coalizione.
Il presidente Rutelli, preso atto dell'elevato numero (4 300 000) di cittadini che hanno preso parte alle elezioni primarie e dell'ampio consenso ottenuto da Romano Prodi, rivede la decisione di non presentare la lista dell'Ulivo alle Politiche, proponendo, anzi, all'assemblea nazionale del partito il rilancio della lista unitaria, ponendo come vincolo l'inizio del processo di costituzione di un vero e proprio partito unico, il Partito Democratico.
L'accordo viene sancito il 27 e 28 ottobre 2005, quando l'assemblea federale del partito approva all'unanimità la relazione di Rutelli che sostiene:
L'intesa tra DS e DL, favorevole anche il MRE, dunque, si concretizza.

### Elezioni politiche del 2006 verso il Partito Democratico
Si svolgono le elezioni. Il centrosinistra prevale per poche migliaia di voti alla Camera dei deputati, dove ottiene il 49,81% dei consensi contro il 49,74% della CdL. Al Senato, si rivela determinante il voto della circoscrizione Estero, che consente all'Unione - pur avendo conseguito meno voti della CdL - di ottenere due seggi in più.
Il risultato elettorale della Margherita è in lieve flessione: il partito ottiene al Senato 3,6 milioni di voti (10,7%) posizionandosi come il quarto partito italiano, alle spalle di Forza Italia, DS e AN. A influire sul risultato della Margherita hanno contribuito, tuttavia, anche le determinazioni di due presidenti regionali, del Friuli-Venezia Giulia e della Calabria, Riccardo Illy e Agazio Loiero e dell'ex sindaco di Palermo Leoluca Orlando, che, in polemica con i vertici del partito, hanno supportato altre formazioni.
I risultati elettorali, e il fatto che il simbolo dell'Ulivo abbia raccolto più voti della sommatoria DS-DL, pone come tema centrale la costituzione del grande partito unitario, il "Partito Democratico", tant'è che a livello parlamentare viene già costituito un unico gruppo di deputati e senatori, il gruppo dell'Ulivo. In questa fase Antonello Soro viene nominato coordinatore nazionale della Margherita.

### Governo Prodi II
La rappresentanza della Margherita nel Governo Prodi II è formata da 8 ministri (tra cui un vicepresidente del Consiglio) più 3 viceministri e 16 sottosegretari.
- Francesco Rutelli viene nominato vicepresidente del Consiglio e ministro per i Beni e attività culturali;
- Enrico Letta è segretario del Consiglio dei ministri;
- Arturo Parisi è ministro della Difesa;
- Giuseppe Fioroni è ministro della Pubblica istruzione;
- Paolo Gentiloni è ministro delle Comunicazioni;
- Linda Lanzillotta è ministro per gli Affari regionali e le autonomie locali;
- Giulio Santagata è ministro per l'Attuazione del programma di governo;
- Rosy Bindi è ministro delle Politiche per la Famiglia.

I viceministri sono: Franco Danieli agli Affari Esteri, Roberto Pinza all'Economia e Sergio D'Antoni allo Sviluppo Economico.
Il governo va incontro a una crisi nel febbraio 2007, quando Prodi rassegna le sue dimissioni nelle mani del presidente della Repubblica Giorgio Napolitano, dopo che al Senato era stata bocciata la relazione sulla politica estera (con particolare riferimento alla presenza italiana nelle forze NATO operanti in Afghanistan). Tuttavia, dopo tre giorni e dopo le formali consultazioni politiche, il Capo dello Stato respinge le dimissioni del Governo e lo invita a presentarsi alle Camere che ri-confermano la fiducia chiudendo la crisi.

### Secondo Congresso e mozione unitaria
La costituzione del Partito Democratico è l'argomento centrale del II Congresso della Margherita, dal 20 al 22 aprile 2007 a Roma. Inizialmente Arturo Parisi e Willer Bordon presentano una mozione autonoma e fortemente ulivista, intitolata Ulivisti per il Partito Democratico, nella quale si auspica un veloce scioglimento del partito, per prevenire la possibilità che il PD si identifichi con una federazione DS-DL, quando invece ritengono necessario un vero e proprio partito unico.
Di conseguenza, l'area centrista vicina al segretario Rutelli decide di presentare anch'essa una propria mozione: da un'analisi, tuttavia, i gruppi dirigenti della Margherita si rendono conto che non esistono differenze notevoli nell'impostazione se non sulla gradualità di avvicinamento al PD e sulla collocazione europea del nuovo soggetto, con i centristi contrari all'adesione al PSE e gli ulivisti possibilisti. Così si arriva a presentare una mozione unitaria che prevede la riconferma della leadership di Rutelli e chiede la nascita del nuovo soggetto politico entro il 2008, data sulla quale esiste anche la convergenza dei DS, nel frattempo impegnati in una parallela assise congressuale ma con divisioni interne più marcate, soprattutto da parte dell'area più a sinistra che si schiera contro la nascita del PD.

### Nascita del Partito Democratico (2007)
Nell'estate 2007 la Margherita dà vita alla fase costituente del Partito Democratico, insieme con i DS, le altre formazioni minori ed esponenti che decidono di aderire al nuovo partito di centrosinistra a titolo individuale. Vengono predisposte le regole per l'elezione dell'Assemblea Costituente del PD attraverso il metodo delle primarie, già sperimentato in passato per l'individuazione della leadership dell'Unione.
La data delle elezioni primarie è fissata al 14 ottobre 2007, data di nascita ufficiale del nuovo partito. A tale scopo viene costituito un "Comitato 14 ottobre", composto da 45 rappresentanti politici e della società civile: tra di essi, 15 sono i componenti provenienti dalla Margherita (Mario Barbi, Rosy Bindi, Letizia De Torre, Lamberto Dini, Giuseppe Fioroni, Dario Franceschini, Paolo Gentiloni, Rosa Iervolino Russo, Linda Lanzillotta, Enrico Letta, Marina Magistrelli, Arturo Parisi, Francesco Rutelli, Antonello Soro, Patrizia Toia).
A seguito di una serie di confronti tra le anime del nascente PD, viene individuato in Walter Veltroni, sindaco in carica di Roma e dirigente di primo piano dei DS, il candidato designato alla guida del nuovo partito, sostenuto dalla larga parte della Quercia e da ampi settori della Margherita, affiancato, in ticket, da Dario Franceschini, già presidente dei deputati dell'Ulivo. Veltroni presenta la sua candidatura il 27 giugno 2007 in un discorso al Lingotto di Torino, sottolineando i quattro temi chiave del nuovo partito: ambiente, patto generazionale, formazione, sicurezza.
Ma se i DS si presentano in maniera largamente più omogenea, il dibattito interno alla Margherita è più vivace, soprattutto per la contrarietà degli ulivisti al fatto che ci sia un'unica candidatura di spicco, considerata in contraddizione con i metodi innovatori che il PD si propone di portare nella politica italiana. A distanza di qualche settimana, si candidano alle primarie altri due esponenti di spicco della Margherita: il ministro della Famiglia Rosy Bindi (sostenuta anche da Arturo Parisi e da una parte degli ulivisti prodiani) e il sottosegretario Enrico Letta.
Bindi si presenta con un manifesto dal titolo Partito democratico, davvero che sottolinea i temi della pluralità, di un bipolarismo maturo, la legalità, la pace, le donne. Letta annuncia la sua candidatura via web con un video messo in rete su YouTube nel quale lancia la sfida dei quarantenni.
Nel frattempo, alla vigilia delle primarie, Lamberto Dini esce dalla fase costituente del PD lanciando il suo movimento dei Liberal Democratici. Anche Willer Bordon, contrario ai metodi costituenti del nuovo partito, fonda l'Unione Democratica.
Il confronto a cinque durante le primarie viene vinto da Walter Veltroni che, con il 75,81% delle preferenze su una partecipazione totale di 3 517 370 elettori, viene eletto segretario del Partito Democratico. Rosy Bindi arriva seconda con il 12,93%; poi Enrico Letta con l'11,02%.
Con la nascita del PD si conclude l'esperienza politica della Margherita, ma il partito, come associazione, continua a esistere legalmente. Da esso il Partito Democratico ha inoltre ereditato la sede.

### Scandalo dei fondi pubblici e scioglimento del partito (2012)
Nel gennaio 2012, a seguito di una segnalazione della Banca d'Italia, la Procura di Roma iscrive nel registro degli indagati l'ex tesoriere del partito, Luigi Lusi, ritenendo che il senatore abbia sottratto soldi dalle casse della Margherita; vengono ipotizzate somme ingenti.
In tale circostanza, l'opinione pubblica viene a conoscenza del fatto che il partito è formalmente tuttora esistente.
Il 16 giugno 2012 l'Assemblea Federale della Margherita delibera lo scioglimento e la messa in liquidazione del partito. Il 20 giugno dello stesso anno il Senato vota a favore dell'arresto di Lusi e da quel giorno egli è detenuto presso il carcere romano di Rebibbia.

## Valori
Nella Carta dei principi della Margherita si leggeva:
- Tra le nostre radici figurano: il popolarismo con la centralità che esso conferisce ai valori della persona, della famiglia e delle comunità originarie; la concezione liberal-democratica, che scommette sull'autonomia e sul protagonismo del soggetto; nonché la sensibilità socialdemocratica, che si fa carico dell'effettività e dell'universalità dei diritti di cittadinanza, e quella ambientalista, espressiva di un'attenzione sempre più matura alla sostenibilità e alla qualità dello sviluppo. Tale gene democratico e riformatore fa di "Democrazia è Libertà" un soggetto particolarmente sensibile, aperto e ricettivo verso ciò che di vitale scaturisce dai nuovi movimenti che sanno rivisitare i vecchi diritti e ne propugnano di nuovi, sfidando la politica a misurarsi con la vita quotidiana e con l'intero spettro dell'esperienza umana.
- Democrazia e libertà. I DLM non nascondono l'ambizione di ideare e praticare un riformismo declinato al futuro, affidato al protagonismo di persone, famiglie, associazioni, imprese, cioè dei soggetti che abitano la società civile, al riparo da derive stataliste e dirigiste. (...) In definitiva, una democrazia più ricca e un riformismo più moderno, perché affidati meno allo Stato e ai partiti e più agli attori sociali; o comunque affidati a partiti e istituzioni raccordati a una società civile fattasi adulta. (...) Libertà chiama democrazia non solo nella sua accezione politica, ma anche in quella sociale. Essa prescrive concrete politiche mirate all'uguaglianza e all'estensione delle opportunità. Nel segno della solidarietà e, insieme, della responsabilità. (...) Quello della legalità è un altro principio-valore cardine per "Democrazia è Libertà".
- Laicità, fede religiosa e democrazia. Una democrazia che si identifica con la libertà comporta la "riduzione della politica allo stato laicale". Le esperienze democratiche più avanzate si sono storicamente avvalse del contributo delle fedi religiose, quando si è creato un ambiente socioculturale in cui è stato possibile effettivamente conciliare spirito religioso e spirito di libertà. Queste stesse esperienze mostrano come sia necessario annoverare, tra le fedi capaci di sostenere la dinamica democratica, tradizioni di pensiero laico e pragmatico che si sono sviluppate storicamente in rapporto con la tradizione culturale e spirituale giudeo-cristiana. Queste esperienze si oppongono sia alle degenerazioni ateo-assolutistiche che a quelle integristico-fondamentaliste. "Democrazia è Libertà" scommette sulla valorizzazione del rapporto fra credenti e non credenti nel solco del superamento degli "storici steccati". Tocca ai non credenti riconoscere che l'esperienza religiosa, lungi dall'essere un residuato storico destinato all'estinzione, può rappresentare un fermento che vivifica la vita democratica; tocca ai credenti riconoscere che le convinzioni religiose non possono essere imposte per legge a chi non le condivida e i valori che scaturiscono da una visione religiosa possono sì ispirare l'azione politica e legislativa, ma restano pur sempre distinti dall'ordinamento giuridico: la cornice delle norme deve rispettare il pluralismo delle convinzioni individuali.

## Correnti
Il partito non ha mai avuto vere e proprie correnti organizzate al suo interno, bensì riconducibili ai suoi leader rappresentativi (rutelliani, mariniani, castagnettiani, parisiani, franceschiniani, demitiani, ecc.).
All'indomani dell'Assemblea Federale, tuttavia, in cui si doveva scegliere l'adesione o meno alla lista unitaria dell'Ulivo per le elezioni politiche, si delinearono tre tendenze:
- centristi: vicini alle posizioni del presidente federale Francesco Rutelli e di Franco Marini, che votarono contro l'adesione; rappresentavano circa l'80% degli iscritti[senza fonte];
- ulivisti, vicini alle posizioni di Romano Prodi conosciuti come prodiani, erano guidati da Arturo Parisi e divennero ben presto una corrente organizzata a favore della lista unitaria;
- pontieri, minuscola tendenza intermedia, capeggiata da Pierluigi Castagnetti, Rosy Bindi, Enrico Letta, che mirava alla conciliazione nel partito e al raggiungimento di una posizione condivisa.

In ogni caso, si tratta di divisioni che furono superate nei mesi successivi, quando si deliberò il sì alla lista unitaria, e successivamente ancora quando tutto il partito - alla luce dei risultati delle elezioni politiche del 2006 - si espresse favorevolmente alla nascita del Partito Democratico.
In occasione del II congresso federale, che decise il gruppo dirigente addetto a traghettare il partito nel nuovo PD, questi furono i gruppi interni al partito che si delinearono:
- Gruppi principali: Popolari, Rutelliani e Prodiani.
- Gruppi secondari: Diniani e Teodem.

### Area Popolare
Era la componente moderata di DL-La Margherita che s'incardinava nell'Associazione "I Popolari", erede del disciolto Partito Popolare Italiano. I padri nobili erano Franco Marini (considerato il vero "nume tutelare" del gruppo), presidente del Senato, e Pierluigi Castagnetti, vicepresidente della Camera dei deputati, entrambi già segretari popolari. I loro eredi furono indicati in Dario Franceschini ed Enrico Letta. Furono associati a tale tendenza anche Antonello Soro, Rosy Bindi, Giuseppe Fioroni, Lapo Pistelli, come vicepresidente dell'Gruppo ALDE. Ciriaco De Mita, ex presidente del consiglio, aveva posizioni critiche. I popolari credevano nel progetto del Partito Democratico, convinti che avrebbe rappresentato una significativa novità nel panorama politico italiano e nel rispetto delle nobili tradizioni politiche che lo avrebbero plasmato. Riguardo alla collocazione europea del PD, i popolari erano assolutamente contrari al suo eventuale ingresso nel Partito del Socialismo Europeo, come caldeggiato dai Democratici di Sinistra e dagli "ulivisti". Ampi settori della CISL afferivano a questa tendenza interna. Secondo i dati diffusi sulla stampa nazionale, la componente popolare raccoglieva nei congressi provinciali tra il 60% e il 65% degli iscritti.
All'interno della componente cattolico popolare trovavano spazio le seguenti declinazioni:
- Demitiani, radicati soprattutto in Campania;
- Franceschiniani, alquanto presenti nel centro-nord. Un tempo vicini ai "rutelliani", in seguito espressero una linea autonoma che non risparmiava critiche alla gestione del partito portata avanti da Rutelli. Nel corso dell'ultima stagione congressuale raccolsero il 25% degli iscritti[senza fonte].
- Lettiani, vicini agli "ulivisti". Si attestavano intorno al 14%[senza fonte].
- Fioroniani, vicini a Franco Marini, contavano sul 22% degli iscritti[senza fonte].

### Area Liberaldemocratica
Sempre secondo i dati diffusi dalla stampa nazionale, negli ultimi congressi provinciali tale intendenza si attestò intorno al 30% ed espresse quattro coordinatori regionali.
Di essa, erano parte:
- Rutelliani: era la tendenza vicina a Francesco Rutelli, di orientamento riformista. A tale tendenza erano legate personalità quali il ministro Paolo Gentiloni o il presidente onorario di Legambiente Ermete Realacci. Erano in qualche modo legate al gruppo rutelliano anche associazioni quali Legambiente, le ACLI, parte di CISL e spezzoni di UIL. I "rutelliani" apprezzavano quattro filoni culturali: un'area "blairiana" e "socialdemocratica" (Antonio Polito, Tiziano Treu, Linda Lanzillotta, Enrico Manca, Giusi La Ganga); un'area "ambientalista" (Ermete Realacci); un'area "liberal progressista" (Paolo Gentiloni, Gianni Vernetti); un'area "cattolico sociale" (Luigi Zanda, Riccardo Villari). I rutelliani si attestavano tra il 25% e il 27% degli iscritti[senza fonte].
- Diniani: era la corrente di destra all'interno del partito, diffidente nei confronti di PRC,  PdCI),  guidata dall'ex Presidente del Consiglio Lamberto Dini. Raccoglieva gli elementi di orientamento prevalentemente liberale provenienti da Rinnovamento Italiano. La sua rappresentanza nel governo era limitata a un paio di sottosegretari (come per es. la sottosegretaria alla Giustizia Daniela Melchiorre). Tale tendenza si incardinava all'interno dell'associazione politico-culturale del "Rinnovamento Italiano". I diniani si attestavano attorno al 3% degli iscritti[senza fonte]. Dopo aver sostenuto la nascita del Pd, una parte del gruppo, guidato dallo stesso Dini, è uscito dal partito per fondare il movimento autonomo dei "Liberal Democratici".

### Area Ulivista
- Tale componente, detta anche dei "Prodiani", era quella a sinistra all'interno del partito, nonché la vera e propria opposizione interna alla maggioranza, detta dei "centristi" (perché basata sull'asse Rutelliani-Popolari-Teodem). Tra gli "Ulivisti-DL" si collocavano esponenti vicini ai DS, nonché numerosi politici di matrice o di simpatie socialista. Alla corrente ulivista appartenevano anche il presidente dell'Assemblea Federale Willer Bordon, l'ex ministro Enzo Bianco. In vista di un grande Ulivo europeo, i seguaci di Prodi mostravano però interesse nei confronti della proposta dei DS di collocare il futuro "Partito Democratico" nel Partito del Socialismo Europeo (la principale famiglia riformista europea), almeno in un primo tempo in vista della futura unificazione con gli altri movimenti progressisti d'Europa, magari in un futuro "Partito dei socialisti e dei democratici europei". Tale gruppo era molto radicato soprattutto nell'Italia centrale e settentrionale ed era organizzato sul territorio come una vera e propria "corrente". Erano in qualche modo legate a tale gruppo settori di CISL e UIL. Nel corso dell'ultima stagione congressuale, si posizionarono tra il 6% e il 7% degli iscritti ed espressero due coordinatori regionali[senza fonte].

### Area Teodem
Italia futura o Teo-dem: Si trattava di un gruppo di cattolici, fra i quali Enzo Carra, ex portavoce della DC, Paola Binetti, ex presidente del Comitato "Scienza e Vita", Luigi Bobba, ex presidente delle ACLI, Emanuela Baio Dossi. I "teodem" non erano riconducibili alla tradizione degli ex-PPI (pur avendo molti di loro militato nella DC). La corrente nata in un convegno a Roma sulla "nuova questione cattolica" fu accusata di "integralismo" e identificata come vicina a quella dei "rutelliani": effettivamente con il leader del partito vi erano ottimi e intensi rapporti, anche se Rutelli non perdeva occasione di rimarcare il carattere laico-riformista del partito e della sua politica. La componente disponeva solo di tre deputati (Enzo Carra, Dorina Bianchi e Marco Calgaro), quattro senatori (Paola Binetti, Luigi Bobba, Emanuela Baio Dossi e Luigi Lusi) e un'europarlamentare (Patrizia Toia). Nonostante l'esiguità numerica, aveva un ruolo importante nel dibattito in parlamento e nel paese sui "valori non negoziabili", che essi difendevano convintamente.

### Movimenti federati o associazioni culturali, confluite nella Margherita
Si riconoscevano all'interno del gruppo centrista anche alcuni movimenti federati o associazioni culturali, apparentati con La Margherita. Pur essendo incentrata sull'incontro delle culture popolare, liberaldemocratica e socialdemocratica infatti, La Margherita era organizzata come un "partito a rete", aperto e federativo. Importante è dire che però le associazioni sotto elencate non costituivano altre "correnti" di partito, poiché esse -pur nelle differenze storico-culturali- tra di loro, a livello centrale confluivano singolarmente nella corrente "centrista" o in quella "ulivista". Si trattava in pratica di semplici associazioni culturali che tendevano a riunire per un puro aspetto storico-culturale trasversalmente per es. tutti gli iscritti di cultura liberale o di cultura socialdemocratica o di cultura cattolico-popolare fossero essi "centristi" o "ulivisti" nelle scelte di politica interna al partito. Erano però presenti anche piccolissimi movimenti federati. Associazioni culturali e movimenti politici federati erano riconducibili a quelli sotto elencati:

#### Associazione "i Popolari"
Era l'associazione politico culturale sorta nel 2002 dallo scioglimento del Partito Popolare Italiano, con lo scopo di mantenere, preservare e aggiornare la tradizione popolare e cattolica democratica all'interno della Margherita e dell'Ulivo. Suo presidente fu Pierluigi Castagnetti. Nell'autunno 2006, in quel di Chianciano Terme, Rosy Bindi, Ciriaco De Mita e Savino Pezzotta (ex segretario confederale della CISL) ribadirono che la nascita del PD era condizionata dall'essere una realtà politica realmente nuova, non aderente al PSE.

#### Associazione "Rinnovamento Italiano"
Era l'associazione politico-culturale sorta nel 2002 dallo scioglimento di Rinnovamento Italiano. Presidente della associazione era l'ex leader di Rinnovamento Italiano Lamberto Dini.

#### Associazione "Socialisti democratici per il Partito Democratico"
Era un gruppo di ex Socialisti ed ex Socialdemocratici piemontesi, che decise di confluire tra le file de La Margherita. Nonostante il loro obiettivo unitario rispetto ai DS nel quadro del PSE, Rutelli favorì con forza l'entrata di questi socialisti guidati da Giusi La Ganga ed Enrico Manca.

#### Associazione "Per la democrazia liberale"
Associazione guidata da Valerio Zanone che riuniva culturalmente diversi DL di cultura liberale e riformatrice, che trovarono posto ne La Margherita.

#### Movimento "Italia Popolare - Movimento per l'Europa"
Era un movimento politico federato, formato da esponenti del cristianesimo democratico provenienti dal Partito Popolare Italiano, che non condivisero la scelta di scioglimento del PPI, pur accettando di entrare nel nuovo partito. Il movimento aveva tra i suoi leader l'ex senatore ed ex presidente dell'Azione Cattolica Alberto Monticone, l'ex segretario del PPI Gerardo Bianco, Lino Duilio, presidente della commissione Bilancio alla Camera.

## Struttura

### Organi nazionali

#### Presidente federale
- Francesco Rutelli (24 marzo 2002 – 14 ottobre 2007)[18]

#### Presidenti dell'Assemblea federale
- Arturo Parisi (2004[19] – 2006[20]);
- Willer Bordon (2006[20]–2007)
- Enzo Bianco (2007 – 16 giugno 2012)

#### Coordinatori dell'esecutivo
- Dario Franceschini (2002–2006)
- Antonello Soro (2006–2007)

#### Tesoriere
- Luigi Lusi (24 marzo 2002 – 16 giugno 2012)

### Presidenti dei gruppi parlamentari

#### Camera dei deputati
- 24 marzo 2002 – 27 aprile 2006: Pierluigi Castagnetti, vice: Franco Monaco
- 3 maggio 2006 – 17 ottobre 2007: Dario Franceschini[21], vice: Gianclaudio Bressa[21]

#### Senato della Repubblica
- 24 marzo 2002 – 27 aprile 2006: Willer Bordon, vice: Paolo Giaretta
- 3 maggio 2006 – 17 ottobre 2007: Luigi Zanda[22]

#### Parlamento europeo
- 20 luglio 2004 – 2007: Lapo Pistelli
- 2007 – 28 aprile 2008: Alfonso Andria
- 29 aprile 2008 – 2009: Gianluca Susta

## Nelle istituzioni

### Presidenti del Senato della Repubblica
- Franco Marini (XV legislatura della Repubblica Italiana)

### Vicepresidenti del Consiglio dei ministri
- Francesco Rutelli (Governo Prodi II)

### Governi e Ministri della Repubblica Italiana
- Governo Prodi II (2006-2008)[23]
  - Linda Lanzillotta (Ministro per gli affari regionali e le autonomie locali)[23]
  - Giulio Santagata (Ministro per l'attuazione del programma di governo)[23]
  - Rosy Bindi (Ministro per le politiche per la famiglia)[23]
  - Arturo Parisi (Ministro della difesa)[23]
  - Paolo Gentiloni (Ministro delle comunicazioni)[23]
  - Paolo De Castro (Ministro delle politiche agricole, alimentari e forestali)[23]
  - Giuseppe Fioroni (Ministro della pubblica istruzione)[23]
  - Francesco Rutelli (Ministro per i beni e le attività culturali con delega al turismo)[23]

### Sottosegretario alla presidenza del Consiglio dei ministri[23]
- Enrico Letta (Governo Prodi II)

### Vicepresidenti del Senato
- Lamberto Dini (XIV legislatura della Repubblica Italiana)
- Domenico Fisichella (XIV legislatura della Repubblica Italiana)

### Vicepresidenti della Camera
- Pierluigi Castagnetti (XV legislatura della Repubblica Italiana)

### Collocazione parlamentare
- Opposizione (2002–2006)
- Maggioranza (2006–2007)

## Congressi
- Comitato costituente - Rocca di Papa (Roma), 10-11 dicembre 2001
- Congresso costitutivo - Parma, 22-24 marzo 2002
- I Congresso - Rimini, 12-14 marzo 2004
- II Congresso - Roma, 20-22 aprile 2007

## Risultati elettorali
| Elezione       | Elezione         | Voti       | %        | Seggi    |
| -------------- | ---------------- | ---------- | -------- | -------- |
| Politiche 2001 | Camera           | 5.391.827  | 14,52    | 83 / 630 |
| Senato         | ne L'Ulivo       | -          | 43 / 315 |          |
| Europee 2004   | Uniti nell'Ulivo | -          | 7 / 78   |          |
| Politiche 2006 | Camera           | ne L'Ulivo | -        | 90 / 630 |
| Senato         | 3.664.622        | 10,72      | 39 / 315 |          |

## Simboli storici

Logo presente alle politiche del 2001
Logo in uso dal 2002 al 2007